# تيه هونغ بياو
تيه هونغ بياو (بالصينية: 鄭鴻標) (ولد 14 مارس 1930 -) مؤسس ورئيس بابليك بانك بيرهاد في ماليزيا. وهو أحد ثلاثة أشخاص سمح لهم بامتلاك نسبة أكبر من 10% من مؤسسة مالية محلية.